# Cordylurella
Cordylurella is een geslacht van insecten uit de familie van de drekvliegen (Scathophagidae), die tot de orde tweevleugeligen (Diptera) behoort.

## Soorten
- C. nana (Loew, 1864)
- C. nebulosa (Coquillett, 1898)
- C. rufula Curran, 1927